# Division 1 1976-1977
La Division 1 1976-1977 è stata la 39ª edizione della massima serie del campionato francese di calcio, disputato tra il 6 agosto 1976 e l'8 giugno 1977 e concluso con la vittoria del Nantes, al suo quarto titolo.
Capocannoniere del torneo è stato Carlos Bianchi (Stade Reims) con 28 reti.

## Stagione

### Novità
Venne ripristinato il sistema di assegnazione dei punti abolito nel 1973, che non prevede l'assegnazione di punti bonus.

### Avvenimenti
Dopo un avvio favorevole al Nizza emersero l'Olympique Lione, che si portò in testa vincendo lo scontro diretto alla settima giornata, il Bastia e soprattutto il Nantes. Soli al comando dall'ottava giornata, nelle giornate successive i Canaris condivisero la testa della classifica con i Gones e con i corsi: primi alla penultima di andata, questi ultimi si fecero in seguito sorpassare dal Nantes, che concluse con un punto di vantaggio sulle due concorrenti.
In apertura del girone di ritorno il Nantes sconfisse il Bastia nello scontro diretto e diede avvio alla fuga, in parte contrastata dall'Olympique Lione che, alla ventiseiesima giornata, agganciò la capolista. Il successivo calo dei Gones diede il via libera al Nantes, che a quattro giornate dalla fine si trovò con un vantaggio di nove punti sul Bastia, utile per poter festeggiare il titolo. Con una giornata di anticipo furono invece decisi i verdetti in zona UEFA, che videro il Bastia e il Lens prevalere su un Nancy inseritosi troppo tardi nella bagarre per la qualificazione europea. Sempre alla penultima giornata vennero definiti gli ultimi verdetti in zona retrocessione, con l'Angers che accompagnò nella discesa in seconda divisione Lilla e Rennes, da tempo condannate.

## Classifica finale
|  | Pos. | Squadra             | Pt | G  | V  | N  | P  | GF | GS | DR  |
|  | ---- | ------------------- | -- | -- | -- | -- | -- | -- | -- | --- |
|  | 1.   | Nantes              | 58 | 38 | 25 | 8  | 5  | 80 | 40 | +40 |
|  | 2.   | Lens                | 49 | 38 | 19 | 11 | 8  | 73 | 53 | +20 |
|  | 3.   | Bastia              | 47 | 38 | 20 | 7  | 11 | 82 | 53 | +29 |
|  | 4.   | Nancy               | 45 | 38 | 18 | 9  | 11 | 78 | 53 | +25 |
|  | 5.   | Saint-Étienne       | 45 | 38 | 17 | 11 | 10 | 55 | 36 | +19 |
|  | 6.   | Olympique Lione     | 44 | 38 | 17 | 10 | 11 | 54 | 47 | +7  |
|  | 7.   | Nizza               | 44 | 38 | 19 | 6  | 13 | 60 | 54 | +6  |
|  | 8.   | Metz                | 43 | 38 | 17 | 9  | 12 | 67 | 54 | +13 |
|  | 9.   | Paris Saint-Germain | 42 | 38 | 17 | 8  | 13 | 65 | 55 | +10 |
|  | 10.  | Bordeaux            | 38 | 38 | 15 | 8  | 15 | 66 | 57 | +9  |
|  | 11.  | Stade Reims         | 36 | 38 | 12 | 12 | 14 | 53 | 60 | -7  |
|  | 12.  | Olympique Marsiglia | 36 | 38 | 14 | 8  | 16 | 48 | 63 | -15 |
|  | 13.  | Nîmes               | 34 | 38 | 12 | 10 | 16 | 45 | 56 | -11 |
|  | 14.  | Sochaux             | 34 | 38 | 12 | 10 | 16 | 44 | 56 | -12 |
|  | 15.  | Troyes AF           | 33 | 38 | 13 | 7  | 18 | 41 | 59 | -18 |
|  | 16.  | Laval               | 32 | 38 | 11 | 10 | 17 | 46 | 62 | -16 |
|  | 17.  | Valenciennes        | 31 | 38 | 9  | 13 | 16 | 41 | 56 | -15 |
|  | 18.  | Angers              | 27 | 38 | 8  | 11 | 19 | 44 | 65 | -21 |
|  | 19.  | Lilla               | 21 | 38 | 7  | 7  | 24 | 40 | 67 | -27 |
|  | 20.  | Rennes              | 21 | 38 | 6  | 9  | 23 | 43 | 79 | -36 |

Legenda:
      Campione di Francia ed ammessa alla Coppa dei Campioni 1977-1978.
      Ammesse alla Coppa UEFA 1977-1978.
      Ammesse alla Coppa delle Coppe 1977-1978.
      Retrocesse in Division 2 1977-1978.
Note:
Due punti a vittoria, uno a pareggio, zero a sconfitta.
In caso di arrivo di due o più squadre a pari punti, la graduatoria verrà stilata secondo la classifica avulsa tra le squadre interessate che prevede, in ordine, i seguenti criteri:
- Differenza reti generale.
- Reti realizzate in generale.

### Squadra campione
| Formazione tipo | Giocatori (presenze)            |
| --- | ------------------------------- |
| Bertrand-Demanes Bargas Rio Bossis Osman Sahnoun Michel Rampillon Amisse Baronchelli Pécout | Jean-Paul Bertrand-Demanes (34) |
| Bertrand-Demanes Bargas Rio Bossis Osman Sahnoun Michel Rampillon Amisse Baronchelli Pécout | Ángel Bargas (29)               |
| Bertrand-Demanes Bargas Rio Bossis Osman Sahnoun Michel Rampillon Amisse Baronchelli Pécout | Jean-Claude Osman (20)          |
| Bertrand-Demanes Bargas Rio Bossis Osman Sahnoun Michel Rampillon Amisse Baronchelli Pécout | Maxime Bossis (24)              |
| Bertrand-Demanes Bargas Rio Bossis Osman Sahnoun Michel Rampillon Amisse Baronchelli Pécout | Patrice Rio (34)                |
| Bertrand-Demanes Bargas Rio Bossis Osman Sahnoun Michel Rampillon Amisse Baronchelli Pécout | Henri Michel (38)               |
| Bertrand-Demanes Bargas Rio Bossis Osman Sahnoun Michel Rampillon Amisse Baronchelli Pécout | Omar Sahnoun (31)               |
| Bertrand-Demanes Bargas Rio Bossis Osman Sahnoun Michel Rampillon Amisse Baronchelli Pécout | Gilles Rampillon (26)           |
| Bertrand-Demanes Bargas Rio Bossis Osman Sahnoun Michel Rampillon Amisse Baronchelli Pécout | Bruno Baronchelli (37)          |
| Bertrand-Demanes Bargas Rio Bossis Osman Sahnoun Michel Rampillon Amisse Baronchelli Pécout | Loïc Amisse (38)                |
| Bertrand-Demanes Bargas Rio Bossis Osman Sahnoun Michel Rampillon Amisse Baronchelli Pécout | Éric Pécout (29)                |
| Altri giocatori: Raynald Denoueix (20), Oscar Muller (15), Georges van Straelen (12), Robert Gadocha (9), Yves Triantafyllos (5), Bernard Vendrely (4), Jean-Marc Desrousseaux (4), Bruno Steck (2), Guy Lacombe (1), Michel Bibard (1) |                                 |

## Statistiche

### Squadre

#### Capoliste solitarie
|    | —— | ——    | ——    | ——    | ——    | —— | ——     | ——     | ——     | ——       | ——     | ——  | ——  | ——  | ——  | ——     | ——     | ——     | ——  | ——     | ——     | ——     | ——     | ——     | ——  | ——     | ——     | ——     | ——     | ——     | ——     | ——     | ——     | ——     | ——     | ——     | ——     | —— |  |
|    |    | Nizza | Nizza | Nizza | Nizza |    | Nantes | Nantes | Nantes | O. Lione | Nantes |     |     |     |     | Nantes | Bastia | Nantes |     | Nantes | Nantes | Nantes | Nantes | Nantes |     | Nantes | Nantes | Nantes | Nantes | Nantes | Nantes | Nantes | Nantes | Nantes | Nantes | Nantes | Nantes |    |  |
|    |    |       |       |       |       |    |        |        |        |          |        |     |     |     |     |        |        |        |     |        |        |        |        |        |     |        |        |        |        |        |        |        |        |        |        |        |        |    |  |
|    |    |       |       |       |       |    |        |        |        |          |        |     |     |     |     |        |        |        |     |        |        |        |        |        |     |        |        |        |        |        |        |        |        |        |        |        |        |    |  |
| 1ª | 2ª | 3ª    | 4ª    | 5ª    | 6ª    | 7ª | 8ª     | 9ª     | 10ª    | 11ª      | 12ª    | 13ª | 14ª | 15ª | 16ª | 17ª    | 18ª    | 19ª    | 20ª | 21ª    | 22ª    | 23ª    | 24ª    | 25ª    | 26ª | 27ª    | 28ª    | 29ª    | 30ª    | 31ª    | 32ª    | 33ª    | 34ª    | 35ª    | 36ª    | 37ª    | 38ª    |    |  |

#### Primati stagionali
Squadre
- Maggior numero di vittorie: Nantes (25)
- Minor numero di sconfitte: Nantes (5)
- Migliore attacco: Bastia (82)
- Miglior difesa: Saint-Étienne (36)
- Miglior differenza reti: Nantes (+40)
- Maggior numero di pareggi: Valenciennes (13)
- Minor numero di pareggi: Nizza (6)
- Maggior numero di sconfitte: Lilla (24)
- Minor numero di vittorie: Rennes (6)
- Peggior attacco: Lilla (40)
- Peggior difesa: Rennes (79)
- Peggior differenza reti: Rennes (-36)

### Individuali

#### Classifica marcatori
| Gol | Rigori |  | Giocatore        | Squadra             |
| --- | ------ |  | ---------------- | ------------------- |
| 28  | 8      |  | Carlos Bianchi   | Stade Reims         |
| 25  | 6      |  | Michel Platini   | Nancy               |
| 23  |        |  | Nico Braun       | Metz                |
| 22  | 1      |  | Hugo Curioni     | Metz                |
| 22  | 1      |  | Mustapha Dahleb  | Paris Saint-Germain |
| 21  | 7      |  | Dragan Džajić    | Bastia              |
| 21  |        |  | François Félix   | Bastia              |
| 21  | 5      |  | Bernard Lacombe  | Olympique Lone      |
| 19  | 1      |  | Nenad Bjeković   | Nizza               |
| 19  | 1      |  | Jacky Vergnes    | Laval               |
| 18  |        |  | André Barthélémy | Angers              |
| 16  | 6      |  | Alain Giresse    | Bordeaux            |
| 15  |        |  | Gilbert Dussier  | Nancy               |
| 15  | 3      |  | François M'Pelé  | Paris Saint-Germain |
| 15  |        |  | Omar Sahnoun     | Nancy               |

## Percorso dei club nelle coppe europee
| Club                | Competizione       | Risultato        | Ultimo avversario      |
| ------------------- | ------------------ | ---------------- | ---------------------- |
| Saint-Étienne       | Coppa dei Campioni | Quarti di finale | Liverpool (1-0; 1-3)   |
| Olympique Marsiglia | Coppa delle Coppe  | Primo turno      | Southampton (0-4; 2-1) |
| Nizza               | Coppa UEFA         | Primo turno      | Espanyol (1-3; 2-1)    |
| Sochaux             | Coppa UEFA         | Primo turno      | Hibernian (0-1; 0-0)   |